# 约瑟夫·普拉托
約瑟夫·安托萬·費迪南·普拉托（法語：Joseph Antoine Ferdinand Plateau，法語發音：[ʒozɛf ɑ̃twan fɛʁdinɑ̃ plato]；1801年10月14日—1883年9月15日）是比利時的物理學家和數學家。普拉托是最早展示移動圖像幻覺的人之一。 為了做到這一點，他使用逆向旋轉的圓盤，其中一個圓盤上有重複繪製的小幅度移動的圖像，另一個圓盤上有規則間隔的縫隙。他把1832年製造的這一裝置稱為費納奇鏡。

## 生平
普拉托出生於布魯塞爾。他的父親安托萬·普拉托出生於圖爾奈，是一位才華橫溢的花卉畫家。 六歲時，年幼的普拉托已經能夠閱讀，這使他成為那個時代的神童。在上小學時，一節物理課給他留下了深刻的印象；他被自己觀察到的實驗所吸引，發誓有朝一日要發現其中的奧秘。普拉托在馬爾什萊達姆與他的叔叔和家人一起度過他的學校假期；他的表弟和玩伴是奧古斯特·佩恩，後來成為建築師和比利時鐵路的主要設計師。 14歲時，普拉托的父親與母親相繼過世，這造成的創傷使他病倒。
1840年8月27日，普拉托與Augustine–Thérèse–Aimée–Fanny Clavareau結婚，一年後他們有了一個兒子。 他的女兒愛麗絲·普拉托於1871年與Gustave Van der Mensbrugghe結婚，後者成為他的合作者和後來他的第一位傳記作者。 
普拉托對視網膜上發光印象的持久性非常著迷，他曾做了一個實驗，直接凝視太陽25秒。普拉托在後來的生活中失去了視力，並將其歸因於這個實驗。然而情況可能並非如此，普拉托可能患上了慢性虹彩炎。 
普拉托於1872年成為荷蘭皇家藝術與科學學院的外國成員。 
普拉托於1883年在根特去世。

## 學術生涯
普拉托在列日大學學習，並於1829年畢業，成為物理與數學科學博士。
1827年，普拉托成為布魯塞爾「雅典」學校的數學教師。1835年，普拉托被任命為根特大學的物理與應用物理學教授。

## 研究

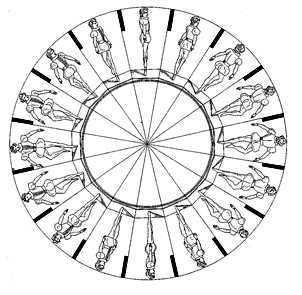
普拉托的費納奇鏡

普拉托的動畫蛇

### 光學
1829年，普拉托向他的導師阿道夫·凱特勒提交了他的博士論文以徵求意見。該論文只有27頁，但卻提出了大量的基本結論。論文中包含了他對「顏色在視網膜上的影響（持續時間、強度和顏色）」之研究的初步成果，對「旋轉曲線的交點（軌跡）」之數學研究，對移動圖像的扭曲的觀察，以及通過反旋轉圓盤（他把這些圓盤稱為動景鏡）重建扭曲的圖像。1832年，普拉托發明了一個早期的頻閃觀測器「費納奇鏡」，這是第一個能讓人產生移動圖像錯覺的裝置。它由兩個圓盤組成，一個有小的等距徑向窗口，觀看者可以通過它來觀察，另一個包含一連串的圖像。當兩個盤子以正確的速度旋轉時，窗口和圖像的同步產生了一種動畫效果。頻閃照片的投射，創造了運動的幻覺，最終導致了電影的發展。

### 普拉托問題
普拉托還研究了毛細現象和表面張力的現象。以他的名字命名的數學問題是具有給定邊界的極小曲面的存在。他對皂膜進行了廣泛的研究，並制定了普拉托定律，該定律描述了泡沫中這種薄膜形成的結構。

## 流行文化
2019年10月14日，搜索引擎Google在其首頁以動畫式塗鴉紀念普拉托218歲誕辰。